# Aphrodite Akraia
Aphrodite Akraia (altgriechisch Ἀφροδίτη ἀκραία Aphrodítē akraía) war eine zyprische Göttin. Sie hatte nach Strabon einen Tempel auf der äußersten Spitze der Karpas-Halbinsel unweit von Karpasia  auf dem Gipfel eines Berges namens Olympos. Diesen Schrein durften Frauen weder sehen noch betreten.
David George Hogarth identifizierte 1888 die Reste eines Gebäudes von 36 × 17 m auf Kastros, der äußersten Spitze von Kap Apostolos Andreas. Außerdem fand er ein Pedestal aus bläulichem Kalkstein und eine kopflose Frauenstatue in archaischem Stil. Westlich davon lagen die Reste einer ausgedehnten Siedlung.
Die Göttin wird auch in einer Inschrift aus Karpasia und einem Treue-Eid auf Tiberius, der in Nikoklia, 2 km nördlich von Palaipaphos (Kouklia) gefunden wurde, als erste unter den angerufenen Göttern erwähnt, noch vor Apollon Hylates. Ihr Kult ist auch durch eine Inschrift aus Palaiopaphos belegt.
In einer Inschrift, die 1936 beim Pflügen auf dem Gebiet von Rizokarpaso gefunden wurde, gelobt ein gewisser Emmidoros einen Teil des Ertrags seines Feldes der Aphrodite Akraia, behält den usus fructus aber sich und seinen männlichen Nachkommen vor. Nach dem Erlöschen seiner Familien soll das Land an Aphrodite Akraia fallen. Mitford setzt sie auf Grund der benutzen Schrift in der Zeit von Antoninus Pius oder Septimius Severus an.